# Liste der Naturdenkmale in Spall
Die Liste der Naturdenkmale in Spall nennt die im Gemeindegebiet von Spall ausgewiesenen Naturdenkmale (Stand 7. März 2024).

## Naturdenkmale
| Nr.         | Bezeichnung   | Lage                                                               | Beschreibung                                             | Bild                                    |
| ----------- | ------------- | ------------------------------------------------------------------ | -------------------------------------------------------- | --------------------------------------- |
| ND-7133-378 | Hangsteinchen | nordwestlich des Ortes; Abteilung Hangsteinchen und Todebruch Lage | Quarzitfelsen; flächenhaftes Naturdenkmal                | Direkt Bild zu diesem Denkmal hochladen |
| ND-7133-411 | Wolfsfels     | nordwestlich des Ortes; Abteilung Die Wolfborner Landschläge Lage  | Quarzitfelsen mit Geröllfeld; flächenhaftes Naturdenkmal | Direkt Bild zu diesem Denkmal hochladen |

## Ehemalige Naturdenkmale
| Nr.         | Bezeichnung    | Lage                                                    | Beschreibung                             | Bild                                    |
| ----------- | -------------- | ------------------------------------------------------- | ---------------------------------------- | --------------------------------------- |
| ND-7133-412 | Liegende Eiche | nordwestlich des Ortes; Abteilung In der Schorbach Lage | Quercus sp.; Rechtsverordnung aufgehoben | Direkt Bild zu diesem Denkmal hochladen |